# Франк Седжман
Франсис Артър Седжман (на английски: Francis Arthur Sedgman) е австралийски тенисист. 

## Биография
Франсис Артър Седжман е роден на 29 октомври 1927 г. в Монт Албърт, Виктория, Австралия.

## Кариера
Франк Седжман печели пет турнира от Големия шлем на сингъл като аматьор, както и 22 турнира от Големия шлем на двойки. Той е един от само петимата тенисисти за всички времена, които са печелили множество турнири от Големия шлем в две дисциплини, заедно с Маргарет Корт, Рой Емерсън, Мартина Навратилова и Серина Уилямс. През 1951 г. той и Кен Макгрегър печелят Големия шлем при двойки мъже. Седжман става професионалист през 1953 г. и печели титлата на Уембли Уърлд Профешънъл Индор на сингъл през 1953 и 1958 г. Той печели турнира Судни Мастърс през 1958 г. и титлата на сингъл в Мелбърн Профешънъл през 1959 г. Печели Европа Гран При Профешънъл Тур през 1959 г.
Франк Седжман е класиран, като аматьор номер 1 в света през 1950 г. от Хари Хопман и Нед Потър, през 1951 г. от Пиер Гилу, Хопман и Потър и през 1952 г. от Ланс Тингай, Гилу, Хопман и Потър. Списание „Тенис де Франс“ го класира, като професионален тенисист номер 1 в света за сезон 1953. Джак Креймър класира Седжман в своите лични ранглисти, като професионалист номер 2 в света след Панчо Гонзалес за сезоните 1958, 1959 и 1960.
През 1979 г. Франк Седжман е въведен в Международната зала на славата на тениса в Нюпорт, Роуд Айлънд и става член на Ордена на Австралия. 
През 1985 г. Седжман е въведен в Залата на славата на спорта Австралия. Получава австралийски спортен медал през 2000 г.
През 2019 г. Франк Седжман е назначен за офицер на Ордена на Австралия (AO), за рождения ден на кралицата, за „отлични заслуги към тениса като играч на национално и международно ниво и като модел за подражание за младите спортисти“.
В автобиографията си от 1979 г. Джак Креймър, дългогодишен тенис промоутър и играч, включва Седжман в списъка си с 21-те най-велики тенисисти на всички времена.
През 2019 г. Франк Седжман е става офицер на Ордена на Австралия.

## Кариерна статистика

#### Титли на сингъл отГолям шлем(5)
| година | турнир       | съперник       | резултат                   |
| ------ | ------------ | -------------- | -------------------------- |
| 1949   | ОП Австралия | Джон Бромич    | 6 – 3, 6 – 2, 6 – 2        |
| 1950   | ОП Австралия | Кен Макгрегър  | 6 – 3, 6 – 4, 4 – 6, 6 – 1 |
| 1951   | ОП САЩ       | Вик Сейшас     | 6 – 4, 6 – 1, 6 – 1        |
| 1952   | Уимбълдън    | Ярослав Дробни | 4 – 6, 6 – 2, 6 – 3, 6 – 2 |
| 1952   | ОП САЩ       | Гарднър Мълой  | 6 – 1, 6 – 2, 6 – 3        |

#### Финали на сингъл отГолям шлем(3)
| година | турнир       | съперник       | резултат                     |
| ------ | ------------ | -------------- | ---------------------------- |
| 1950   | Уимбълдън    | Бъдж Пати      | 1 – 6, 10 – 8, 2 – 6, 3 – 6  |
| 1952   | ОП Австралия | Кен Макгрегър  | 5 – 7, 10 – 12, 6 – 2, 2 – 6 |
| 1952   | Ролан Гарос  | Ярослав Дробни | 2 – 6, 0 – 6, 6 – 3, 4 – 6   |